# PlazaM Târgu Mureș
PlazaM Târgu Mureș (anterior cunoscut și ca Promenada Mall Targu Mures sau European Retail Park) este un centru comercial în Târgu Mureș, România. A fost dezvoltat de fondul de investiții BelRom în urma unei investiții de 60 milioane de euro și a fost inaugurat în octombrie 2007. Are o suprafață închiriabilă de 45.000 metri pătrați și cuprinde magazine precum Auchan, Leroy Merlin, Media Galaxy.
În ianuarie 2008, centrul comercial a fost vândut grupului AEW Europe, pentru suma de 92 de milioane de euro.